# Javier González-Estéfani
Javier González-Estéfani Aguilera (Madrid, 1944 - Ferreras de Abajo, 7 de febrero de 2007) fue un ingeniero industrial, empresario y político conservador español.
Ingeniero de profesión, fue un destacado empresario que llegó a ser presidente de la Confederación Española de la Pequeña y Mediana Empresa y vicepresidente de la Confederación Española de Organizaciones Empresariales (CEOE) al inicio de la presidencia del Carlos Ferrer Salat hasta 1982. En política fue miembro del Partido Demócrata Popular (PDP), liderado por Óscar Alzaga. Ocupó escaño en el Congreso de los Diputados durante la II legislatura al ser elegido en 1982 por la circunscripción electoral de Madrid dentro de la candidatura de Coalición Popular y de 1987 a 1989 en la III cuando sustituyó en el escaño a Manuel Fraga. Falleció en un accidente de tráfico en 2007.